# 1-я Курская улица
1-я Ку́рская у́лица — улица на правом берегу реки Оки, в пределах исторической части города Орла. Улица находится в Железнодорожном районе. Улица проходит с севера на юг: от пересечения с улицей Пушкина до пересечения с улицей Ростовской, проходит далее и заканчивается на окраине города.

## Пересекает или соприкасается с улицами
- Улица Пушкина
- Новосильская улица
- Речной переулок
- Улица Русанова
- Гористый переулок
- Улица 5 Августа
- Магазинная улица
- Левоовражный переулок
- Транспортный переулок
- Ливенская улица
- Рабочий городок
- Элеваторная улица
- Пятницкий переулок
- Молдавская улица
- Улица Абрамова и Соколова
- Янтарный переулок
- Ростовская улица

## Название и история улицы
К древнему Орлу с юга и запада подходили две дороги — Кромская и Карачевская. По обе стороны их возникли постройки, образовав постепенно улицы, получившие потом наименования Кромской и Карачевской. Та же причина лежит в названиях Новосильской и Курских улиц, улицы получили своё название по ведущим к городу дорогам.
В середине XIX века Курские улицы носили разные названия: по плану 1842 года 1-я Курская именовалась Большой Курской, 2-я — Средней Курской, 3-я — Мацневской улицей, 4-я — Никитской, 5-я (современная ул. Фомина) носила название Капитанской (у этого названия есть своя интересная история). На плане 1879 года улицы уже называются Курскими. Дело было в том, что именно по этим улицам со стороны Курска осуществлялся основной грузопоток в район Орловской хлебной пристани, действовавшей до появления в Орле железной дороги (1868 год).  По ним везли пшеницу и рожь, ячмень и другие товары к огромным амбарам, выстроенным вблизи Оки. Приезжие не вникали в точность названий и называли все эти, параллельные друг другу улицы Курскими. Так же их стало именовать и местное население. Вероятно, план 1879 года только оформил уже сложившиеся на практике названия.
1-я Курская улица пострадала от разрушительного пожара в Орле 1858 года.
Как писал орловский мещанин Д. Басов в своих записках «этим пожаром уничтожены были только что отстроенные улицы: Кромская, Карачевская, Воскресенская, Черкасская, далее огонь перекинуло через Оку, которым были уничтожены все Курские улицы».

## Примечательные здания и сооружения

### По нечётной стороне

#### Жилой дом № 31
Частный дом. Одноэтажный деревянный старинный жилой дом. Примечателен сохранившимися деревянными ставнями и резными ставенными наличниками. Также сохранилась резная деревянная парадная дверь.
|  |

#### Жилой дом № 57
Одноэтажный деревянный старинный частный жилой дом. Сохранился традиционный деревянный резной наличник со сквозной резьбой. По конструкции наличники ставенные, но ставни сняты, сохранились только стальные запоры ставень.  В левой половине дома наличники к сожалению были уничтожены при замене окон.

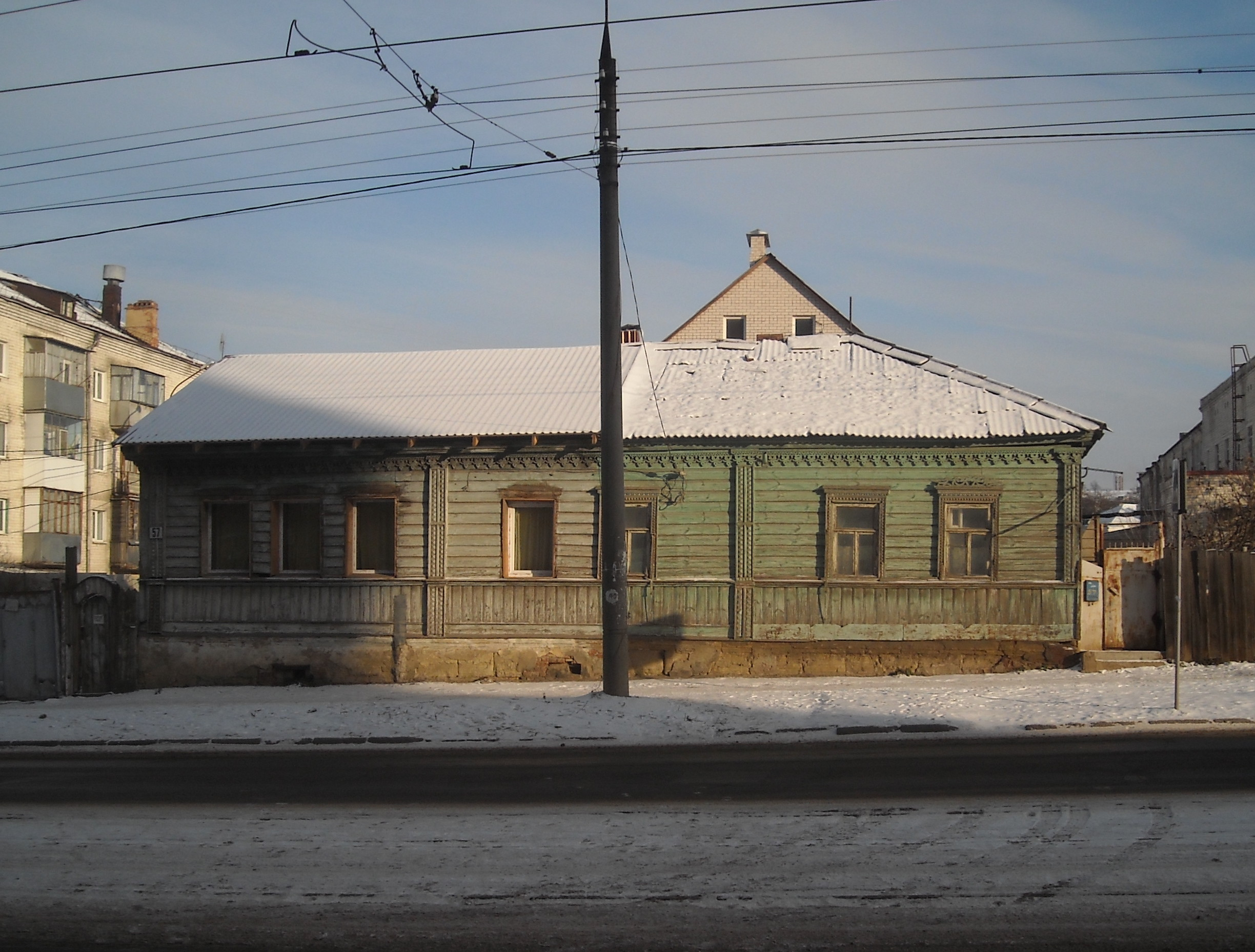
Дом № 57, старинный деревянный жилой дом. Сохранился наличник.
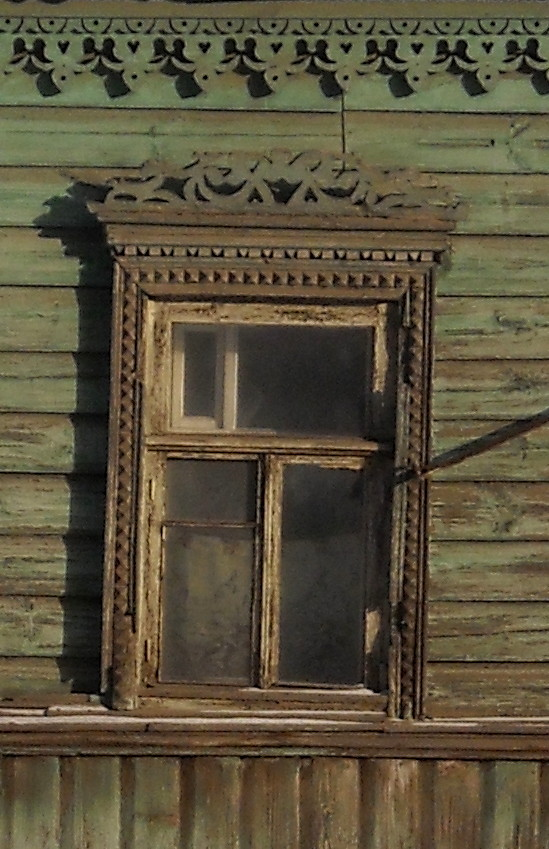
Дом № 57, деревянный резной наличник. Украшен сквозной резьбой.

#### Церковь Воскресения (№ 93)
Храм находится в юго-восточной части города, рядом с железнодорожной линией Орел-Брянск, на территории Афанасьевского кладбища (основано по указу Правительствующего сената от 27 февраля 1887 г. как кладбище Введенского женского монастыря). Кладбище по указу Орловской духовной консистории стало именоваться Афанасьевским по названию погоста, на котором первоначально возник сам монастырь. С первых лет существования кладбища на нём кроме умерших монахинь хоронили и жителей из близлежащих к монастырю местностей, но официально это было разрешено лишь в 1897 г. В том же году кладбище было обнесено кирпичной оградой. 23 июля (4 августа) 1895 г. на кладбище на средства благотворителей — генерал-лейтенанта М. Л. Духонина с супругой и купца Каверина в память об императоре Александре III освящена деревянная церковь Воскресения. Она предварительно была собрана в Москве и затем привезённая в Орел. Во внешнем облике церкви проявилось увлечение узорчатыми формами XVII в. Храм завершался четырёхгранным шатром с декоративными слухами. Радом с церковью в 1950-х годах была возведена звонница.
Воскресенская церковь на Афанасьевском кладбище до октября 1996 года являлась единственным сохранившимся деревянным культовым памятником архитектуры в области.
В октябре 1996 года в результате поджога церковь сгорела, на её месте по проекту архитектора М. Б. Скоробогатова построен новый каменный храм, который освящён 30 сентября 2001 г.

### По чётной стороне

#### Жилой дом № 16
Частный дом. Одноэтажный деревянный старинный жилой дом. Примечателен сохранившимися богато украшенными деревянными резными наличниками со сквозной резьбой. Дом находится под угрозой разрушения.
|  |

#### Жилой дом № 54
Жилой дом с административными помещениями. Многоквартирный панельный дом современной постройки, примечателен круглой угловой башней. Первая часть дома девятиэтажная, вторая часть дома десятиэтажная.
|  |

#### Жилой дом № 88
Жилой дом с административными помещениями.
- Первое строение — находится на углу улицы Магазинной и 1-й Курской — старое двухэтажное кирпичное здание.
- Второе строение — следующее по улице, ближе к железнодорожной ветке. Представляет собой красивый старинный двухэтажный кирпичный особняк дореволюционной постройки. Здание также имеет номер 88[9],  на некоторых картах обозначено как № 90, что неправильно. Здание находится под угрозой разрушения.

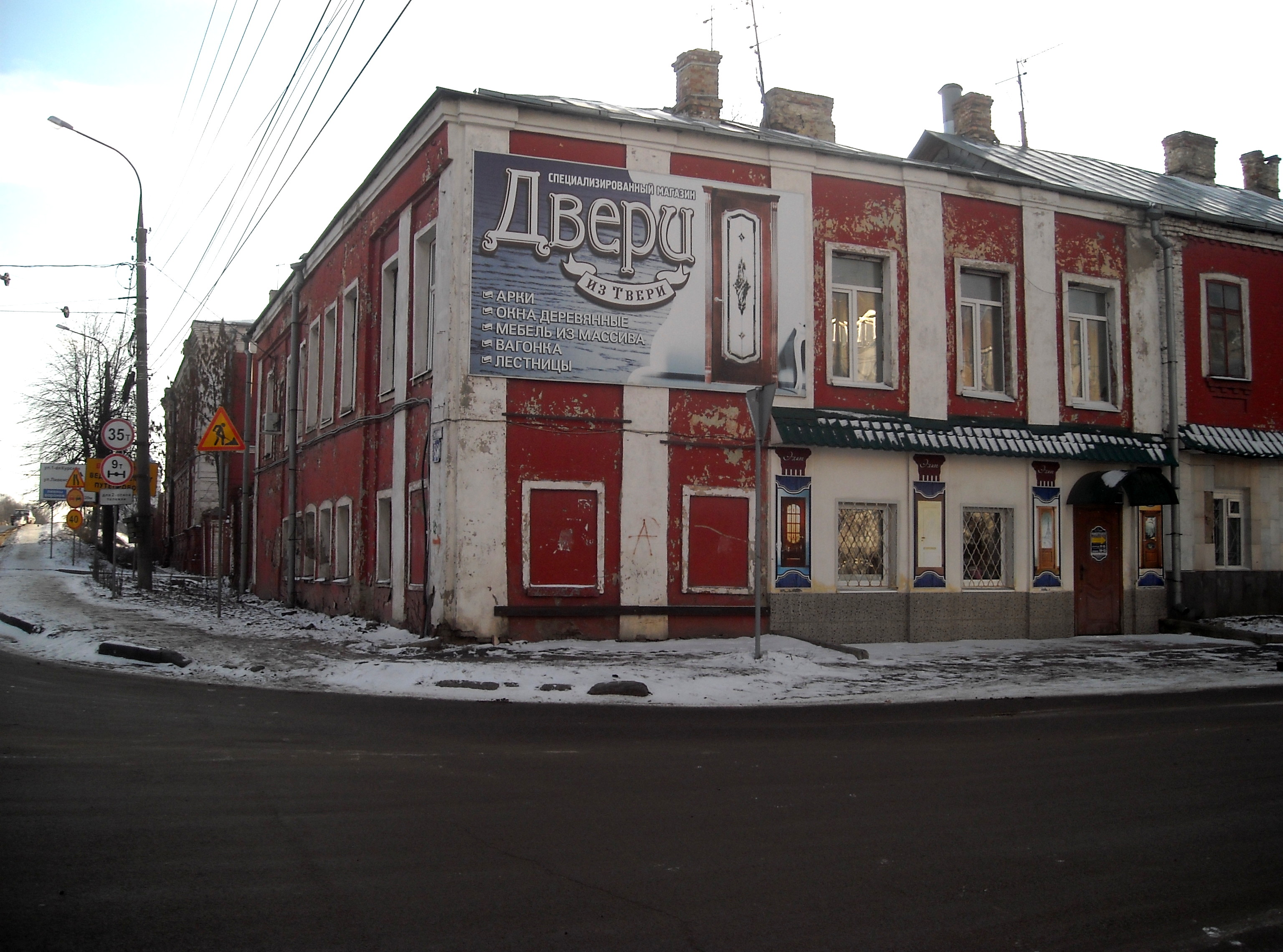
Дом № 88 (первое строение). Старый двухэтажный кирпичный дом.
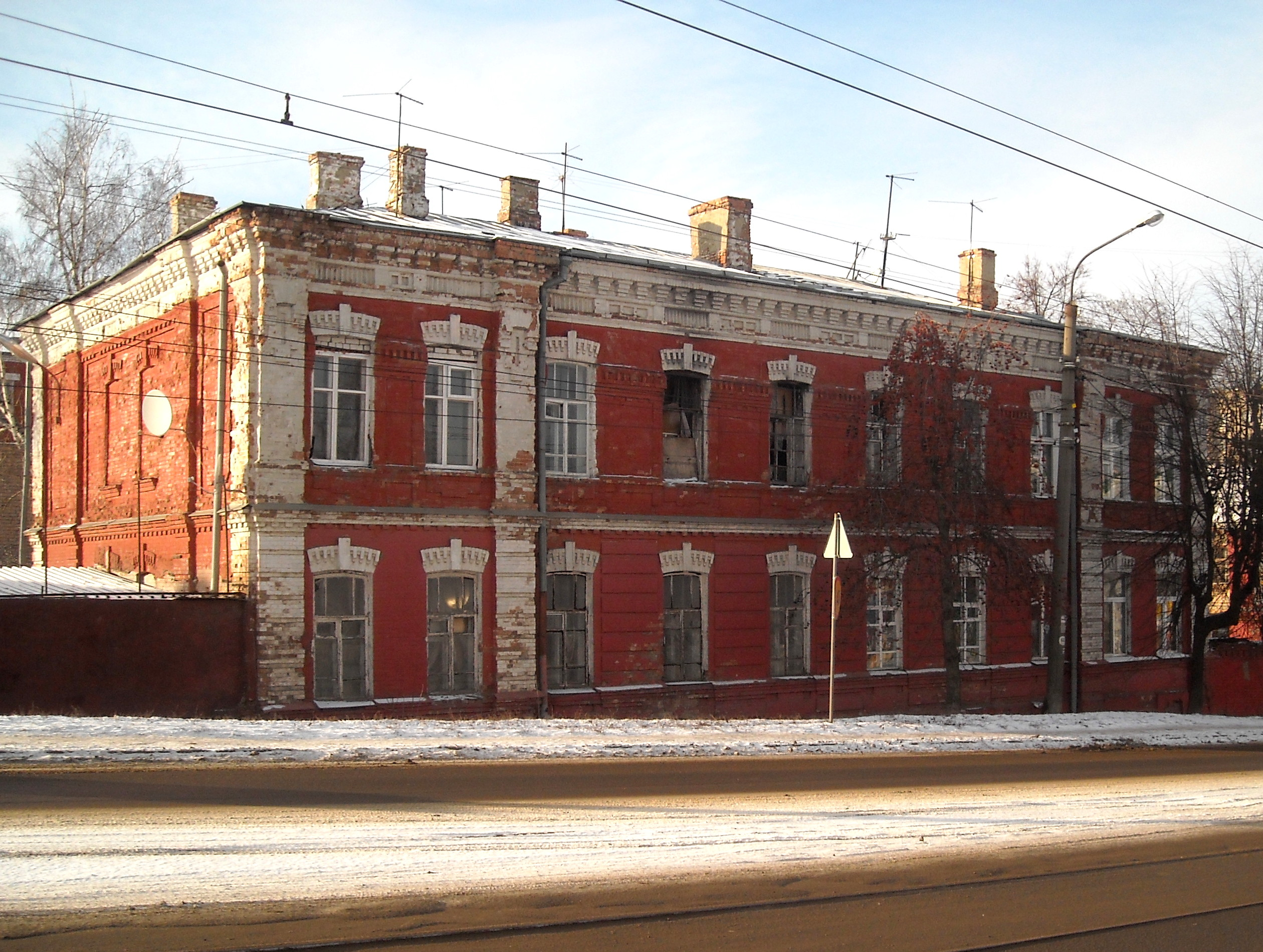
Дом № 88 (второе строение). Особняк дореволюционной постройки.

#### Введенский женский монастырь (№ 92)

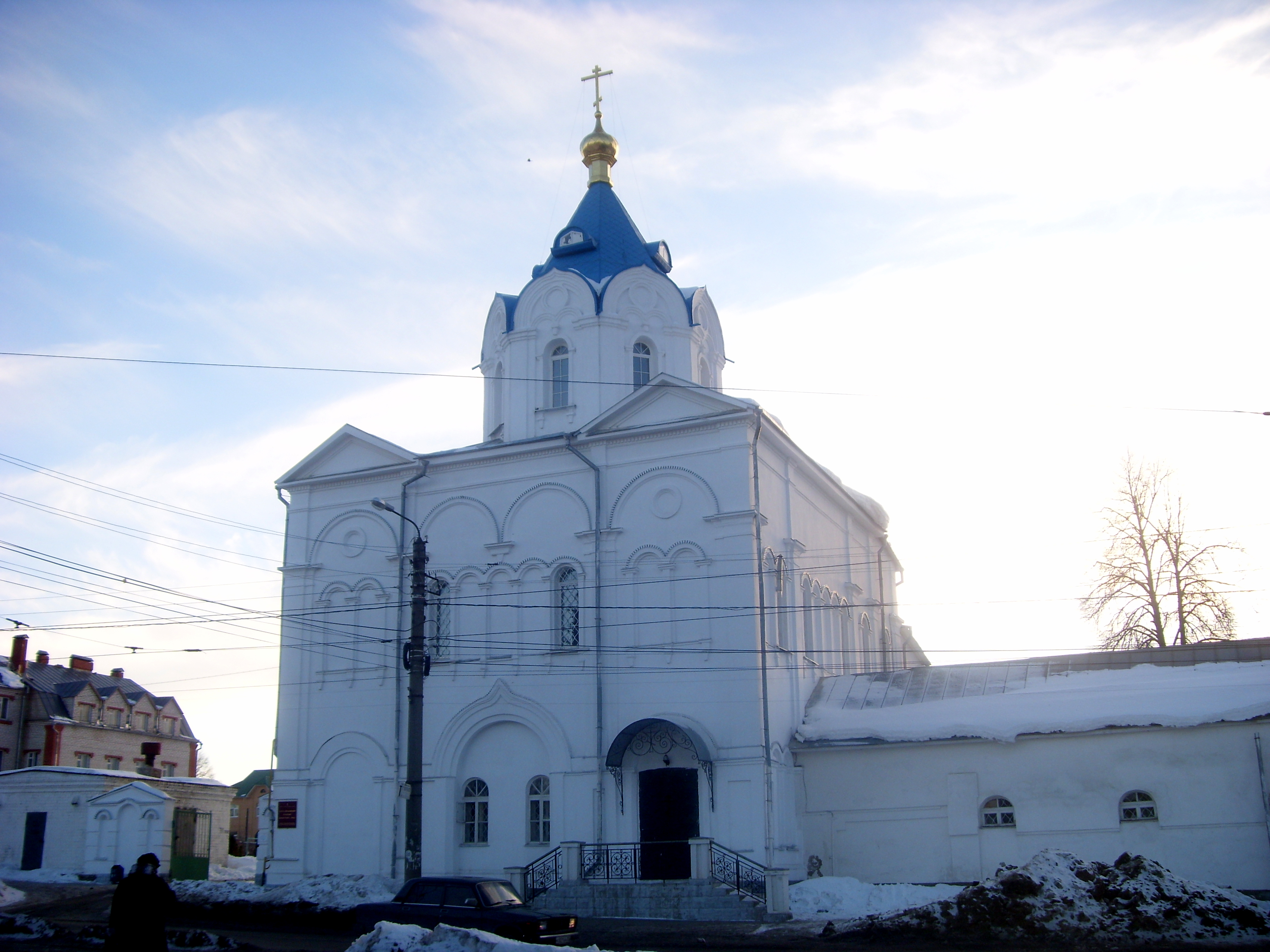
Свято-Введенский женский монастырь в Орле. Тихвинская церковь с 1-й Курской улицы.

В 1686 году начал строиться девичий монастырь. Церковь при нём освящена во имя Введения во храм Пресвятой Богородицы. По наименованию главной церкви монастырь получил название Введенский. В 1843 пожар уничтожил монастырь.
В 1844 г. избрано новое место для построения девичьего монастыря за городом Орлом возле приходской Христорождественской церкви с колокольней (построена в 1801–1822 гг.). Место это, довольно уединённое, расположенное на высоком берегу реки Оки, с обширной площадью вокруг уже готового храма, было признано весьма удобным для восстановления на нём монастыря.
В 1865 г. была достроена надвратная церковь в честь Тихвинской иконы Божией Матери. В 1885 г. построен и освящён каменный храм-усыпальница в честь Воскресения Словущего.
В 1923 г. монастырь был закрыт и разрушен. Уцелели полуразрушенные две церкви — Воскресения Словущего и Тихвинской Божией Матери. Две едва уцелевшие угловые башни-часовни были трансформаторной будкой и пивным ларьком.
В 1993 г. разрушенный монастырь начал восстанавливаться. Тихвинская надвратная церковь отремонтирована и освящена 22 декабря 1994 г.
В настоящее время в комплекс памятников «Введенский женский монастырь» входят следующие объекты культурного наследия:
- Церковь Воскресения Христова[11]
- Надвратная Тихвинская церковь[12]
- Ограда с 2 башнями (XIX в).[13]

Памятник архитектуры местного значения.

## Транспорт
Движение трамвая по 1-й Курской улице началось в октябре 1958 года, с изменением трассы маршрута № 4, который стал называться «Вокзал — Винзавод»: Привокзальная пл. — Привокзальная — Сталина (Гостиная) — Старо-Московская — 1-Курская. На перекрёстке с Магазинной улицей был устроен разворотный треугольник. В декабре 1967 года маршрут № 4 был удлинён и стал называться «Вокзал — Школа № 35».
На 2015 год на улице 1-й Курской имеются следующие трамвайные остановки маршрута № 4:
- 1-я Курская улица
- Речной переулок
- Обувная фабрика
- Женский монастырь
- Пятницкий проезд
- Молдавская улица
- 35-я школа.[16]

Также по 1-й Курской улице осуществляется движение автобусов и маршрутных такси. Имеются следующие автобусные остановки:
- Обувная фабрика.[17]